# Kantonsschule Olten
Die Kantonsschule Olten, auch Kantonsschule Hardwald genannt, ist eine kantonale Mittelschule in der Schweizer Stadt Olten. Ihr Bildungsangebot umfasst ein Gymnasium, eine Fachmittelschule, ein Progymnasium (Sekundarschule P) und einen Vorkurs für die Pädagogische Hochschule.
Der Betonbau aus den Jahren zwischen 1968 und 1974 gehört zu den schützenswerten Bauten des Kantons Solothurn und zählt gemäss dem Solothurner Denkmalpfleger Stefan Blank «zu den bedeutendsten Werken der Nachkriegsmoderne im Kanton Solothurn».

## Lage
Die Kantonsschule liegt 10 Minuten vom Bahnhof Olten entfernt in einer Lichtung des Hardwaldes. Die Formung des ansteigenden Geländes widerspiegelt sich im Grundriss und Schnitt des Gebäudes. In den Untergeschossen wurde das in zwei Trakte gegliederte Gebäude in Ortbeton, in den oberen Geschossen in vorfabrizierter Bauweise erstellt. Dabei wurde es in glattem, rauem Sichtbeton sowie rostbraunem Corten-Stahl materialisiert und Freitreppen sowie Terrassen verbinden die verschiedenen Niveaus.

## Geschichte
Im Jahr 1929 fand im Kanton Solothurn die kantonale Gymnasialreform statt, worin der Gemeinderat von Olten, die Bezirksschulpflege und die Aufsichtskommission der Handels- und Verkehrsschule mit einer gemeinsamen Eingabe im Jahr 1930 auf die Einrichtung eines kantonalen Progymnasiums in Olten hofften. Obwohl der damalige Erziehungsdirektor Robert Schöpfer und auch sein Nachfolger Oskar Stampfli wohlwollend für die Eingabe gestimmt waren, geschah nichts. Eine erneute Eingabe 1936 führte dazu, dass ein Gesetz für die Einrichtung einer kantonalen Lehranstalt im unteren Kantonsteil verfasst wurde. Da der Kanton damals finanziell schlecht da stand und der Wunsch explizit von der Region Olten kam, musste sich die Stadt Olten finanziell an der damaligen kantonalen Lehranstalt und Handelsschule beteiligen.
Trotzdem war seitens Olten nach wie vor der Wunsch nach einer eigenen Kantonsschule vorhanden. Die Bevölkerung der Region sah auch teilweise eine Benachteiligung gegenüber anderen Regionen. Daher reichte 1957 der damalige Rektor der Oltner Schulen, Arnold Kamber, im Solothurner Kantonsrat eine Motion für die Schaffung eines Maturitätszuges in Olten ein. Daraufhin arbeitete die Kantonsregierung ein Gesetz aus, welches 1960 das Volk im Kanton Solothurn annahm. Aufgrund der Raumverhältnisse wurde ein Neubau ins Auge gefasst und im Jahr 1963 stimmte das Solothurnervolk dem «Gesetz über die Kantonsschule Olten» zu. Dabei wurde der Vollausbau der damaligen kantonalen Lehranstalt zu einer Mittelschule mit sämtlichen Maturitätsabteilungen, der Handels- und Verkehrsschule und einem Unterseminar zum Auftrag.
Im März 1962 erwarb der Kanton Bauland von der Bürgergemeinde Olten für die geplante Kantonsschule und der Kantonsrat beschloss im Februar 1964 einen Projektierungskredit von 500'000 Schweizer Franken. Am 2. Juli 1967 beschloss das Volk mit 16'655 Ja- zu 5'559 Nein-Stimmen den Bau-Kredit von rund 33 Millionen Schweizer Franken. Die Badener Architekten Marc Funk und Hans Ulrich Fuhrimann gewannen 1962/1963 den Architektur-Wettbewerb und durften das Gebäude planen. Im Jahr 1969 erfolgte beim Hardwald der Spatenstich. Am 24. April 1973 konnte die neu gebaute Schulanlage bezogen werden. Im Oktober 1973 folgte das Hallenbad, welches mit einem zusätzlichen, durch das Volk am 7. Februar 1971 bewilligten Baukredit ermöglicht wurde. Die Kantonsschule Hardwald wurde am 15. Juni 1974 feierlich eröffnet.
Die Kantonsschule Olten ist im 2013 erstellten und publizierten Inventar für schützenswerten Bauten von 1940 bis 1980 aufgeführt, da der Betonbau eines der bedeutendsten Werke der Nachkriegsmoderne im Kanton Solothurn ist.
Nachdem der Solothurner Kantonsrat Ende 2012 grünes Licht für eine Gesamtsanierung gab, wurde am 27. Juni 2016 mit den Bauarbeiten angefangen. Die Renovation der Fassade und die Sanierung des zur Schule gehörigen Hallenbads wurden im Herbst 2017 abgeschlossen. Eine weitere Etappe gilt dem Innenbau. Die ganze Sanierung läuft parallel zum Schulbetrieb und soll bis Ende 2021 abgeschlossen sein. Die Kosten betragen rund 85,8 Millionen Schweizer Franken.

## Bekannte Ehemalige
| Name                    | Eintritt | Matur | Anmerkung                                                             |
| ----------------------- | -------- | ----- | --------------------------------------------------------------------- |
| Alex Capus              | –        | 1981  | Schriftsteller                                                        |
| Roland Fürst            | 1974     | 1981  | Politiker                                                             |
| Michael Lauber          | –        | –     | Bundesanwalt                                                          |
| Peter V. Kunz           |          | 1984  | Wirtschaftsjurist und Experte für Tierrecht                           |
| Mike Müller             | –        | 1984  | Schauspieler                                                          |
| Cuno Affolter           | –        | –     | Comic-Experte                                                         |
| Francesco Pepe          | 1982     | 1987  | Astronom, Entdecker von Exoplaneten                                   |
| Rhaban Straumann        | 1984     | 1992  | Schauspieler, Satiriker, Autor                                        |
| Myriam Frey Schär       | –        | –     | Politikerin                                                           |
| Seraina Plotke          | –        | –     | Literaturwissenschaftlerin, germanistische Mediävistin, Neulatinistin |
| Min Li Marti            | –        | 1994  | Politikerin                                                           |
| Ivana Rentsch           | 1986     | 1994  | Musikwissenschaftlerin, Hochschullehrerin                             |
| Stephan Sembinelli      | 1985     | 1995  | House-DJ, Produzent, Labelinhaber                                     |
| Stefan Müller-Altermatt | –        | –     | Politiker                                                             |
| Mathieu von Rohr        | –        | –     | Journalist                                                            |
| Lisa Christ             | –        | –     | Slam Poetin, Kabarettistin, Schriftstellerin                          |

## Bekannte Lehrer
(in alphabetischer Reihenfolge)
- Peter André Bloch (* 1936), Germanist
- Urs Faes (* 1947), Schriftsteller
- Peter Heim (* 1944), Historiker und Archivar
- Eduard Kaeser (* 1948), Physiker und Philosoph